# Sfakopigádi
Sfakopigádi, en grec moderne : Σφακοπηγάδι, est un village du dème de Kissamos, dans le district régional de La Canée, de la Crète, en Grèce. Selon le recensement de 2011, la population de Sfakopigádi compte 58 habitants. Le village est situé à une altitude de 280 m et à une distance de 44 km de La Canée.

## Recensements de la population
| Recensements | 1900 | 1920 | 1928 | 1940 | 1951 | 1961 | 1971 | 1981 | 1991 | 2001 | 2011 |
| ------------ | ---- | ---- | ---- | ---- | ---- | ---- | ---- | ---- | ---- | ---- | ---- |
| Population   | 120  | 129  | 133  | 143  | 137  | 124  | 106  | 95   | -    | 81   | 58   |